# Сарыканды
Сарыканды (кирг. Сарыканды) — село в Ноокатском районе Ошской области Кыргызстана. Входит в состав Кызыл-Октябрьского айылного аймака.

## География
Село расположено в западной части области, на расстоянии приблизительно 19 километров (по прямой) к западо-северо-западу от города Ноокат, административного центра района. Абсолютная высота — 1269 метров над уровнем моря.

## Население
Согласно оценочным данным Национального статистического комитета Кыргызской Республики, численность населения села на начало 2023 года составляла 3585 человек.
| год     | 2009 | 2014 | 2015 | 2020 | 2021 | 2023 |
| ------- | ---- | ---- | ---- | ---- | ---- | ---- |
| человек | 2935 | 3176 | 3232 | 3401 | 3501 | 3585 |